# Cine de Brasil

Imagen ilustrativa de una claqueta con la bandera de Brasil.

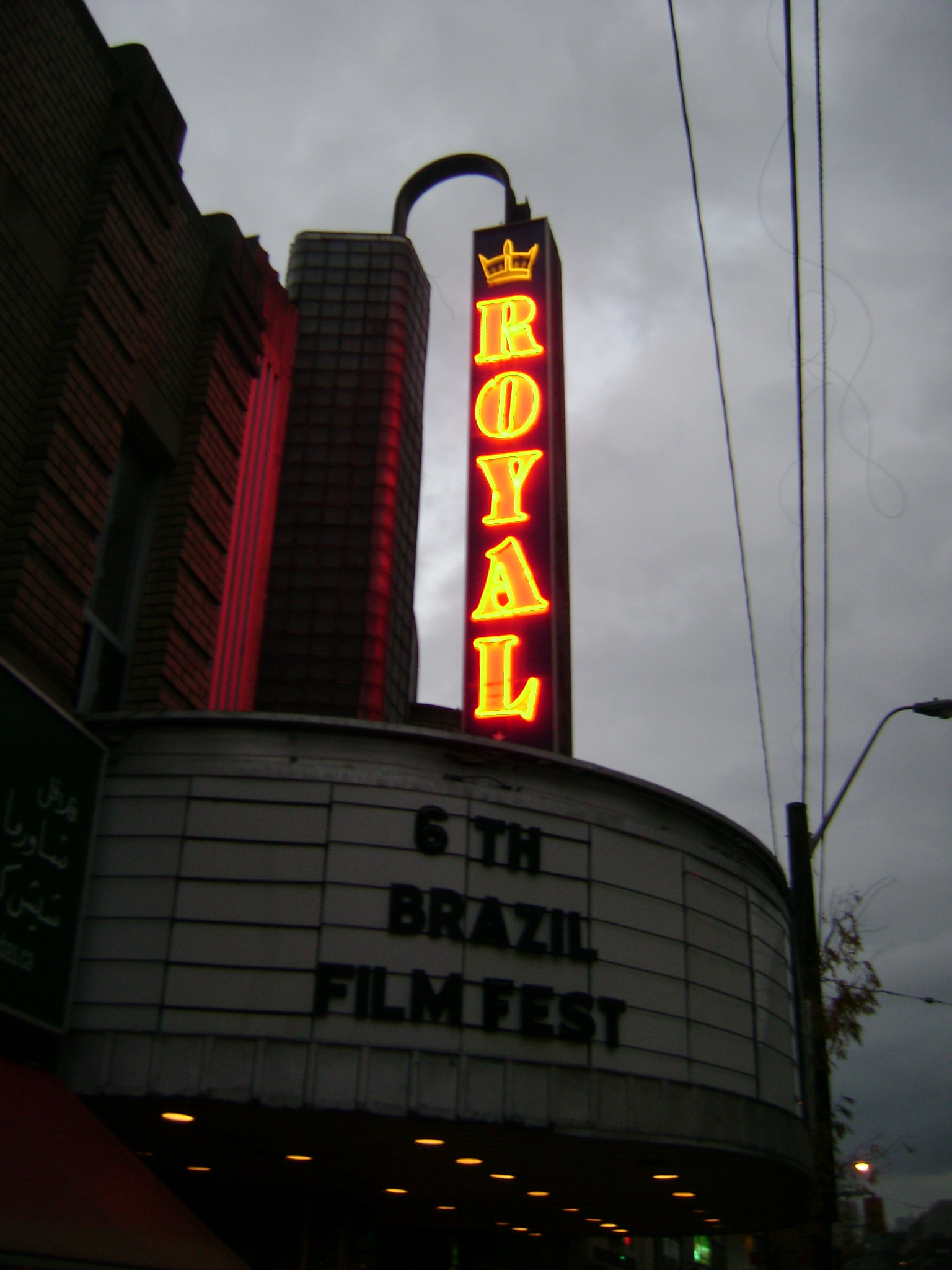
6th Brazil Filme Fest, The Royal, Toronto.

El cine de Brasil se inició durante el cambio de siglo XIX al XX, pero tomó un poco de tiempo antes de consolidarse como una forma popular de entretenimiento. El primer filme brasileño fue un noticiario de 1898. La industria cinematográfica de Brasil ha pasado por períodos de auge y declive, un reflejo de su dependencia del financiamiento e incentivos estatales.

## Inicios
Un par de meses después de que se presentara el invento de los hermanos Lumière, tuvo lugar una exhibición cinematográfica en Río de Janeiro. En 1898, los hermanos italianos Paschoal y Affonso Segreto supuestamente filmaron la bahía de Guanabara desde el navío Brésil en su viaje de retorno a Europa, aunque algunos investigadores cuestionan la veracidad de este evento dado que no se ha preservado ninguna copia de la película. Los Segreto continuarían filmando documentales, algunos de ellos encargados por el gobierno. Aun así los problemas de electrificación de Río y São Paulo hizo que la industria cinematográfica sufriera un retraso.
Durante la "Bela Epoca" del cine brasileño (1908 a 1912), cuando las películas mudas en blanco y negro eran menos costosas de producir, la mayor parte del trabajo resultó del esfuerzo de individuos apasionados que deseaban tomar el riesgo por sí mismos, más que por empresas comerciales. Tampoco el Estado brindó mucha atención al cine, al no existir prácticamente legislación para el sector.
Las salas de cine solo aumentaron en número en Río de Janeiro y São Paulo a comienzos del siglo XX, cuando la corriente eléctrica se hizo más segura. Empresas extranjeras y películas cortas que documentaban eventos locales fueron las más comunes. Algunos de los primeros trabajos de ficción filmados en Brasil fueron las denominadas "películas posadas", reconstrucciones de crímenes que habían llegado a los titulares de la prensa recientemente. Los primeros éxitos de este género fueron las película Os Estranguladores (1906) de Francisco Marzullo y O crime da Mala (1909) de Francisco Serrador y Alberto Botelho. También fueron populares "las películas cantadas" o "canciones ilustradas", en las cuales los actores se escondían detrás del ecran y se doblaban a sí mismo cantando durante la proyección. Entre ellas destaca Paz e amor de Alberto Botelho. También destaca la comedía Nhô Anastácio chegou de viagem (1908) de Julio Ferrez.  Durante los años 1920, la producción cinematográfica floreció en varias regiones del país: Recife, Campinas y Cataguases.

## Años 1930 y 1940
La película Acabaram-se os Otários estrenada el 2 de septiembre de 1929 ,es el primer intento de incorporar algunos diálogos y canciones en discos de sistema Vithaphone al igual que en Límite (1930) de Mario Peixoto estrenada en 1931,  que no fue bien recibida por el público; pero, finalmente, fue vista como una obra maestra de la era de la transición del cine mudo al sonoro , junto con Ganga Bruta (1933 de Humberto Mauro filmada entre 1931 y 1932 y que transcurrido el año 1932 logra incorporar efectos sonoros como fondo musical y algunos diálogos en el sistema óptico Movietone y que encuentra rechazo entre los grupos más conservadores de la sociedad brasileña.

Francisco Serrador, uno de los precursores del Cine Brasileño, dueño de numerosas salas de cine

En 1930, la empresa brasileña Cinédia fue fundada por Adhemar Gonzaga, quien se dedicó, desde 1933 ,a la producción de dramas populares y comedias musicales burlescas, un género que fue peyorativamente denominado chanchada. A menudo, la chanchada incluía sátiras de películas de Hollywood. "A Voz do Carnaval" (1933) de Adhemar Gonzaga  y  Humberto Mauro."Alô! Alô! Brasil" (1935) y "Alô! Alô! Carnaval" (1936) del cineasta  Luiz de Barros y la cinta de carnaval Tereré Não Resolve (1938) con las actuaciones de Carmen Miranda se incorpora plenamente al cine de Brasil el sonido óptico Movietone. 

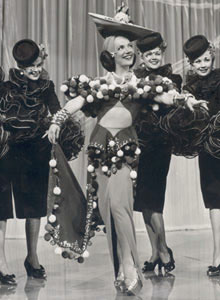
Carmen Miranda en el musical de Hollywood, The Gang's All Here (1943).

La gran actriz Carmen Miranda que también actúa en " Banana da Terra " (1939) dirigida por Ruy Costa,  logrò mayor notoriedad en el extranjero. En 1946, O Ébrio de Gilda de Abreu, una película muy representativa del típico melodrama latino, se convirtió en un éxito de taquillas y atrajo a unos cuatro millones de espectadores. El presidente Getúlio Vargas fue consciente del crecimiento de la industria cinematográfica y, en 1939, promulgó un decreto que garantizaba a los películas brasileñas una cuota de exhibición en salas de cine, una ley que aún existe. Si bien el decreto de Vargas puede ser visto como una medida positiva o nacionalistas, también ha sido interpretada como una forma de control e intervención estatal.

## Años 1950
Durante los años 1940 y 1950, las películas producidas por la empresa Atlântida Cinematográfica tuvieron gran éxito y atrajeron a grandes audiencias al continuar con las chanchadas. Entre los actores que estuvieron asociados con Atlântida y que habían trabajado previamente en las películas de Cinédia se encuentra Oscarito, un comediante con algunas reminiscencias de Harpo Marx, como protagonista y comúnmente acompañado por Grande Otelo, quien usualmente fungía como actor de reparto. José Lewgoy apareció comúnmente como villano, mientras que Zézé Macedo tomo a menudo el rol de la esposa indeseada y quejumbrosa.
A menudo, las películas de este período han sido ignoradas por considerarse que eran demasiado comerciales y americanizadas, aunque para los años 1970, cierto revisionismo buscó restaurar su legitimidad. A pesar de ser pasada por alto por las élites intelectuales, estas películas atrajeron a grandes audiencias, como ninguna otra película del Cinema Novo lo logró. En la actualidad, las telenovelas, especialmente la novela das sete (un sobrenombre otorgado a las novelas producidas por el canal Rede Globo y que eran transmitidas de lunes a sábado a las 7 p. m.) son identificadas como herederas del espíritu de la chanchada. Muchas de las películas producidas por la compañía han desaparecido a lo largo de los años debido al fuego o a la inundación de las instalaciones donde estaban almacenados.

## Años 1960

### Cinema Novo
El neorrealismo italiano, seguido más tarde en los años 1960 por la Nouvelle vague francesa (o Nueva Ola), estimuló un nuevo tipo de cine modernista y experimental en todo el mundo. En Brasil, esta tendencia fue llevada a cabo por su propio movimiento de nueva ola: el Cinema Novo. Glauber Rocha, un cineasta muy politizado de Bahía, se convirtió rápidamente en el director de cine más importante, a menudo considerado como el líder del movimiento. Su trabajo contiene muchos elementos alegóricos, una fuerte crítica política y una impecable puesta en escena que fue fácilmente adoptada por los intelectuales.
Rocha, a menudo, hablaba de sus películas como el punto de partida de lo que consideraba ser la visión del colonizador a quien la pobreza era una realidad exótica y distante, así como el colonizado que veía su condición tercermundista como vergonzosa. Rocha buscó retratar la miseria, hambre y violencia que generaban y, por tanto, sugerir la necesidad de una revolución. Deus e o Diabo na Terra do Sol y Terra em Transe son algunos de sus trabajos más famosos.
Otros directores claves del movimiento incluyen a Nelson Pereira dos Santos, Ruy Guerra y Carlos Diegues. La libertad para expresar sus opiniones políticas se hizo escasa desde que tuvo lugar el golpe de Estado de 1964 y se incrementó la represión política durante los años siguientes, forzando a muchos de estos artistas a huir al exilio.

### Cine B
Un "cine margina" emergió asociado con el área de Boca de Lixo en São Paulo. En 1968, Rogério Sganzerla presentó O Bandido da Luz Vermelha, una historia basada en un criminal infame del período. El año siguiente, se presentó la película Matou a familia e foi ao cinema de Júlio Bressane, una historia en la cual el protagonista mata a su familia y luego va al cine. Algunas veces, el cine marginal de este período es denominado udigrudi, una bastardización de la palabra inglesa underground. También fue popular Zé do Caixão, el alter ego del actor y director de cine de terror José Mojica Marins.
Asociado con el género, surge la pornochanchada, un género popular en los años 1970. Como el nombre lo sugiere, eran comedias sexuales, aunque no representaban escenas de sexo explícitamente. Un factor clave sobre el motivo por el cual estas películas marginales prosperaron fue que las salas de cine estaban obligadas a respetar ciertas cuotas de películas nacionales. Muchos propietarios de tales establecimientos financiaron películas de bajo presupuestos, incluyendo aquellas de contenido pornográfico. Si bien el país se encontraba bajo una dictadura, la censura tendió a ser más política que cultural.

## Años 1970 y 1980
Las películas en este período se beneficiaron de las agencias administradas por el Estado, en particular Embrafilme; sin embargo, su rol fue ambiguo. Por una parte, se criticaba su dudoso criterio de selección, burocracia y favoritismo y fue vista como una forma de control gubernamental sobre la producción artística. Por otra parte, la mayor parte de la producción cinematográfica de este período fue posible debido a su existencia.
Se produjo una variada y memorable filmografía, incluyendo la adaptación de la vida de Nelson Rodrigues, Toda Nudez será Castigada (1973) de Arnaldo Jabor; Bye Bye Brasil (1979) de Cacá Diegues; Pixote (1980) de Héctor Babenco y Memórias do Cárcere (1984) de Nelson Pereira dos Santos. Una de las películas más exitosas en la historia del cine brasileña es una adaptación de la novela de Jorge Amado, Doña Flor y sus dos maridos (1976) realizada por Bruno Barreto. En 1975, se alcanzó un pico en la cantidad de salas de cine, al existir un total de 3276 salas de proyección. Ese mismo año, las películas brasileñas vendieron un total de $275,4 millones en entradas.

## Festivales de cine brasileños
En Brasil se llevan a cabo algunos festivales de cine, como el Festival Internacional de Cine de Río de Janeiro en la ciudad de Río de Janeiro, también está Muestra de Cine de São Paulo en São Paulo y el Festival de Cine de Gramado en la ciudad de Gramado
Gran Premio del Cine Brasileño